# Aufgangspunkt
Der Aufgangspunkt eines Gestirns ist jener Punkt am östlichen Horizont, wo es infolge der Erdrotation scheinbar emporsteigt und für den Beobachter sichtbar wird. Die Richtung wird meist als vom Nord- oder Südpunkt des Horizontes aus gemessener Winkel (Azimut) angegeben. Der vom Ostpunkt des Horizontes aus gemessene Winkel dieses Punktes wird als Morgenweite bezeichnet.
Unter Gestirn werden hier Sonne, Mond, Planeten, Fixsterne und Kometen verstanden.
Der Untergangspunkt eines Gestirns ist analog jener Punkt am westlichen Horizont, wo es das Ende seines scheinbaren Tagbogens erreicht und für den Beobachter unsichtbar wird. Seine Entfernung vom Westpunkt ist die Abendweite.
Bei idealem (mathematischen) Horizont sind Auf- und Untergangspunkt symmetrisch zum Meridian.
Die saisonal veränderlichen Auf- und Untergangspunkte werden u. a. in Einrichtungen der sogenannten Horizontastronomie dargestellt.

## Relevanz
Wo und wann der Aufgang eines Gestirns erfolgt, ist bzw. war aus mehreren Gründen wichtig:
1. Wegen der Möglichkeiten zur Beobachtung des Himmelskörpers und deren zeitlicher Planung
2. wegen einiger Methoden der Orientierung, z. B. in der Seefahrt
3. für das Weltbild früherer Völker und mancher heutiger Esoteriker – etwa
  - beim Sonnenaufgang, wenn er als mythologischer Licht- und Freudenspender gefeiert wird
  - beim Erstaufgang besonderer Sterne, z. B. des Sirius als Vorbote der jährlichen Nilüberschwemmung.

## Abhängigkeiten
Die Lage des Aufgangs- bzw. Untergangspunktes ist sowohl orts- (geographische Breite φ) auch als auch jahreszeitabhängig (Deklination δ)
Um auch den Zeitpunkt des Aufgangs zu bestimmen, ist zusätzlich die Rektaszension des Gestirns und die Sternzeit am Standort erforderlich.

## Berechnungen
Da beim Auf- und Untergang eines Gestirns sein Höhenwinkel h = 0 ist, ergibt ein Cosinussatz im nautischen Dreieck
cos B cos D cos t = 0 − sin B sin D, woraus der Stundenwinkel t des Auf- bzw. Untergangs folgt:
cos t = -tan B tan D, und aus einem Sinussatz das gesuchte Azimut A des Aufgangs:
sin A = cos D sin t .
Wegen der Zweideutigkeit von arcsin A ist noch das Vorzeichen der Deklination D zu berücksichtigen:

Für D > 0 (Stern nördlich des Äquators) gilt 0 < A < 90° (1. Quadrant, A zwischen Nord und Ost) und

für D < 0 (Stern südlich des Äquators) gilt 90 < A < 180° (2. Quadrant, A zwischen Ost und Süd).
Das Azimut des Untergangs ergibt sich aus 360° − A.

## Sonne und Planeten
Die Deklination der Sonne kann maximal den Winkel der Ekliptikschiefe, derzeit ε = 23,43° erreichen., was zu den Sonnenwenden eintritt: -ε < D < ε
Für einen Beobachter am Erdäquator ( B = 0) geht die Sonne immer zwischen den Azimuten

90° − ε < A < 90° + ε auf (d. h. Morgenweite < ε) und überquert den Horizont senkrecht.
Für eine beliebige geografische Breite B überquert die Sonne den Horizont schräg; die Morgenweite kann wesentlich größer als ε werden, jenseits der Polarkreise im Sommer sogar fast 90° (siehe Mitternachtssonne). In der winterlichen Polarnacht ist die Lösung der Gleichungen hingegen imaginär.
Für die Breitenkreise Mitteleuropas kann die Morgenweite etwa 45° erreichen, d. h. die Sonne geht zur Sommersonnenwende im Nordosten auf, zur Wintersonnenwende im Südosten. Analog liegen die Untergangspunkte zwischen Nordwesten und Südwesten.
Bei den Planeten liegen die Verhältnisse ähnlich, da ihre Bahnebenen nur wenig von der Ekliptik abweichen. Beim Mond hingegen (derzeitige Bahnneigung ca. 5½°, daher D bis 29°) können seine Morgen- und Abendweiten in Mitteleuropa um bis zu 10° von jenen der Sonne abweichen.

## Sterne und Erdsatelliten
Steht ein Fixstern im Himmelsäquator (D = 0°), so geht er – wie die Sonne zur Tag-und-Nacht-Gleiche – genau im Osten auf und im Westen unter. Die anderen Sterne verteilen sich jedoch über den ganzen Himmel, weshalb Deklinationen zwischen +90° (Nordpol) und −90° (Südpol) möglich sind. Daher können ihre Aufgangs-Azimute zwischen 0° (Nordpunkt, Grenze der Zirkumpolarsterne) und 180° (Südpunkt, unsichtbarer Himmelsteil) liegen. Zur Berechnung siehe die obigen Formeln.
Bei künstlichen Erdsatelliten hängt der Auf- und Untergangspunkt von der Bahnneigung i ab. Für i < 90° bewegt sich der Satellit von West nach Ost, geht also in der Westhälfte des Himmels auf und in der Osthälfte unter. Für Bahnneigungen über 90° verläuft die Bewegung von Ost nach West – aber dennoch nicht symmetrisch zum Meridian. Bei Polarbahnen (nahe 90°) geht die Bewegung annähernd Nord-Süd oder umgekehrt, bei i ~ B hingegen recht unsymmetrisch.